# Article 39 de la Constitution belge
L'article 39 de la Constitution de la Belgique fait partie du titre III « des pouvoirs ». 

## Texte de l'article actuel
« La loi attribue aux organes régionaux qu'elle crée et qui sont composés de mandataires élus, la compétence de régler les matières qu'elle détermine, à l'exception de celles visées aux articles 30 et 127 à 129, dans le ressort et selon le mode qu'elle établit. Cette loi doit être adoptée à la majorité prévue à l'article 4, dernier alinéa.  »
— Article 39 de la Constitution